# SS Poznań

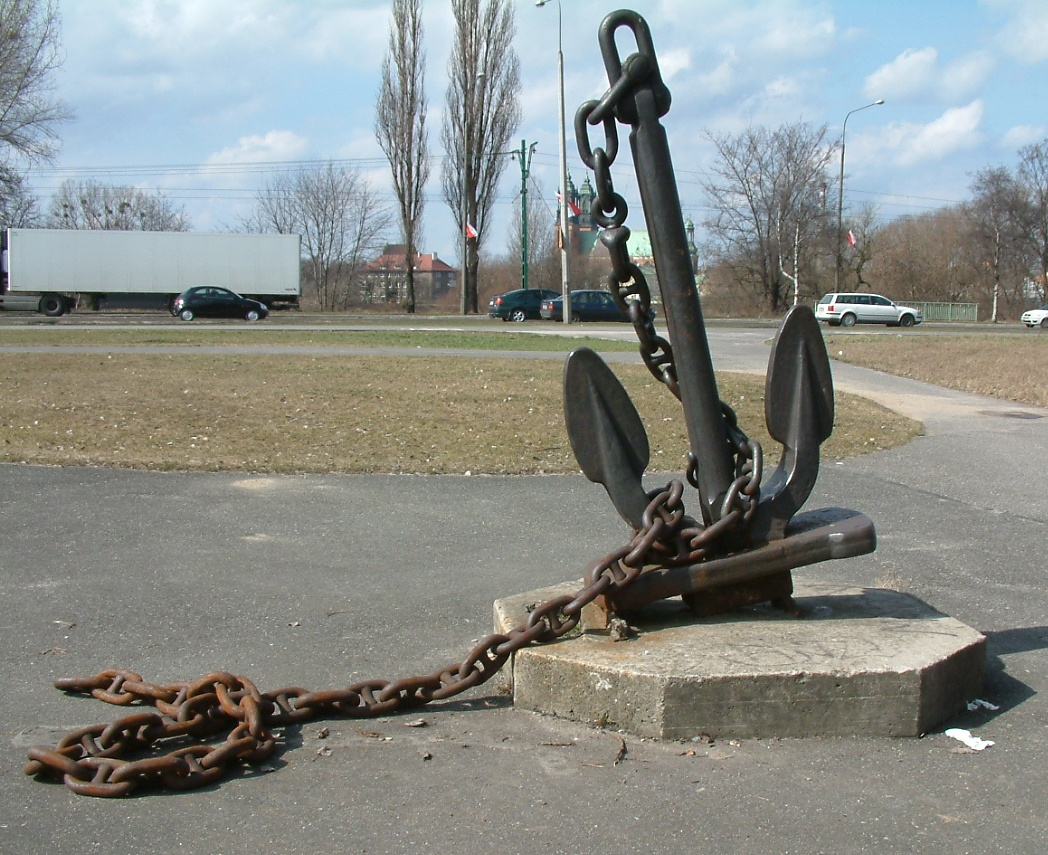
Kotwica z SS Poznań na brzegu Jeziora Maltańskiego w Poznaniu

SS Poznań – polski statek handlowy, masowiec zbudowany w 1925 roku we francuskiej stoczni Chantiers Navals Français w Blainville-sur-Orne. Bliźniaczymi statkami były SS Wilno, SS Kraków, SS Katowice oraz SS Toruń. Dorobiły się one przydomku twarde francuzy, ze względu na solidną konstrukcję. 3 stycznia 1927 „Poznań” przypłynął po raz pierwszy do Gdyni, a 6 stycznia podniesiono na nim banderę.
Pierwszym kapitanem był kapitan ż.w. Stanisław Łabęcki. W pierwszy rejs handlowy statek wyruszył 14 stycznia 1927 z Gdańska do Calais. Pływał następnie głównie po Bałtyku, Morzu Północnym i kanale La Manche. W roku 1935 SS „Poznań” jako pierwszy statek z biało-czerwoną banderą dotarł do Afryki Zachodniej, podejmując w czarterze Ligi Morskiej i Kolonialnej nieudaną próbę otwarcia tych rynków dla polskiego handlu. Kapitanem podczas tej wyprawy był Leon Rusiecki, a załogę stanowiło ok. 20 osób, statek zabrał też kilku pasażerów. 28 grudnia 1934 wyruszył z Gdyni, a 17 stycznia 1935 dotarł do Monrovii w Liberii. Odwiedził także m.in. Takoradi, Akrę, Lagos i Freetown, po czym wrócił do Gdyni 18 kwietnia 1935.
Wybuch II wojny światowej zaskoczył SS „Poznań” w szwedzkim porcie Luleå. Statek korzystając z osłony szwedzkich okrętów przedarł się wodami terytorialnymi Szwecji 31 października 1939 do Göteborga, a następnie przez Bergen dotarł 18 listopada do Methil w Szkocji. Dowodził nim wówczas (od 1936 roku) kpt. ż.w. Zygmunt Deyczakowski. Był ostatnim statkiem alianckim, jaki wydostał się z Bałtyku.
Od grudnia 1939 do czerwca 1940 statek pływał między Wielką Brytanią a Francją. Podczas inwazji niemieckiej na Francję wydostał się z zaminowanego ujścia Sekwany do Wielkiej Brytanii. Pływał dalej w konwojach na Morzu Północnym i Atlantyku, w czarterze brytyjskiego Ministerstwa Żeglugi, następnie Ministerstwa Transportu Wojennego. Podczas operacji Overlord jako transportowiec zawinął 18 czerwca 1944 roku do sztucznego portu Mulberry A, gdzie zaskoczył go sztorm. Statek zaczął tonąć i jedynie dzięki załodze udało się go sztrandować. Stojący na płyciźnie, wyładowany amunicją statek znalazł się w ogniu walki. Amerykański dowódca sektora uznał go za stracony, jednak nieustępliwość załogi sprawiła, że kontynuowano akcję ratunkową. Po doholowaniu do redy SS „Poznań” o własnych siłach doszedł do stoczni remontowej w Cardiff. Po gruntownym remoncie statek powrócił do służby.
Po wojnie SS „Poznań” powrócił 22 grudnia 1945 do kraju, gdzie do 1962 roku pływał jako tramp po Bałtyku. Był to najdłużej pozostający w czynnej służbie statek swojego typu. Po wycofaniu z eksploatacji 8 stycznia 1962, przez ponad dziesięć lat służył jako magazyn pływający MAG-ZPS 3 w Szczecinie. W 1975 roku jako ostatni z piątki został zezłomowany i pocięty w Świnoujściu.
Pamiątką po SS „Poznań” jest kotwica ze statku, wyeksponowana przy zachodnim brzegu Jeziora Maltańskiego w Poznaniu. W dziale morskim Muzeum Narodowego w Szczecinie znajduje się natomiast ocalony podczas rozbiórki statku i zrekonstruowany mostek nawigacyjny.